# Gabriel Chachashvili
Gabriel Chachashvili (in ebraico גבריאל צ'אצ'שווילי‎?; Nazareth Illit, 8 dicembre 1999) è un cestista israeliano.

## Carriera

### Nazionale
Nel 2018 ha vinto, con Israele under 20, l'Europeo di categoria, disputatosi in Germania.

## Palmarès
- Coppa di Lega israeliana: 1

Hapoel Gerusalemme: 2023
- Liga Leumit: 1

Hapoel Galil Elyon: 2020-2021
- Lega Balcanica: 1

Hapoel Galil Elyon: 2021-2022